# Spielbuch
Als Spielbuch (englisch: game book) wird ein Druckwerk bezeichnet, bei dem der Leser direkten Einfluss auf die Handlung des Geschehens nehmen kann. Diese interaktiven Bücher waren besonders in den 1980er-Jahren populär.

## Konzept
Das gesamte Buch ist in Abschnitte unterteilt. Der Leser beginnt bei Abschnitt 1 und wird nach dem Lesen desselben vor eine Wahl gestellt. Je nach seiner Entscheidung wird bei einem anderen Abschnitt fortgefahren, der dem Leser dann erneut eine Wahlmöglichkeit eröffnet. Dies setzt sich so lange fort, bis man entweder den Schluss, die Auflösung, das Hauptende des Buches erreicht (üblicherweise der letzte nummerierte Abschnitt), oder zu einem Abschnitt gelangt ist, der das Scheitern oder den Tod des Spielers verkündet.
Unterscheiden lassen sich dabei:
- Bücher ohne interaktive Regeln, bei denen dem Leser am Ende eines Abschnittes die Entscheidung zwischen den Wahlmöglichkeit alleine überlassen ist. Teilweise ist es nicht möglich in bereits gelesene Abschnitte zurückzukehren. Die Abschnitte können dabei sehr kurz sein, aber auch sehr lange Texte mit viel Handlung sind möglich.
- Bücher mit interaktiven Regeln (vereinfachte Pen-&-Paper-Rollenspiel-Regeln für nur einen Spieler), die Wahl des nächsten Abschnittes hängt nicht alleine von der Entscheidung des Lesers, sondern auch von den Fähigkeiten der vom Spieler erstellten Figur und Würfelglück ab. Hierzu sind gewöhnlich systematische Notizen in Form eines Charakterbogens nötig, auf dem die Fertigkeiten, aber auch mitgenommene Gegenstände notiert werden.
- Bücher mit Rätseln, bei denen dem Leser (bei einigen Abschnitten) die korrekte Nummer des nächsten Abschnitts erst durch selbstständiges Lösen eines Rätsels bekannt wird.

## Beispiel
| 1 Du bist im Kontrollraum eingesperrt. Wie kommst du hier nur wieder raus? Vor dir befindet sich ein großer roter Knopf und an der Wand darüber ist ein Schild angebracht. In die Nordwand ist eine schwere Stahltür eingelassen. Du kannst - den roten Knopf drücken. Lies weiter bei 3 - das Schild lesen. Lies weiter bei 6 - versuchen, die Tür zu öffnen. Lies weiter bei 5 2 Abschnitte wie dieser hier existieren in realen Spielbüchern nicht, da er gar nicht erreichbar ist. Er ist hier nur aufgeführt, um den Leser darauf hinzuweisen, dass er gerade dieses Beispiel „falsch“ liest. Nach Abschnitt 1 liest man nicht direkt bei Abschnitt 2 weiter, sondern bei dem Abschnitt, den man sich in Abschnitt 1 ausgesucht hat. 3 Als du den Knopf drückst, explodiert das gesamte Gebäude und begräbt Dich unter seinen Trümmern. Beginne von vorne. 4 Nachdem Du den Code eingegeben hast, leuchtet eine grüne Lampe auf und die Stahltür öffnet sich mit einem leisen Zischen. Möchtest du - den Raum verlassen, so lies weiter bei 7 - doch lieber den roten Knopf drücken, so lies weiter bei 3 | 5 Die Tür ist verschlossen, doch du entdeckst ein kleines Eingabefeld neben der Tür, auf dessen Display „Code eingeben“ aufleuchtet. Kennst du den Code, so lies bei dem Abschnitt mit der Nummer 4 weiter. Kennst du ihn nicht, so musst du bei 1 weiterlesen. 6 Auf dem Schild steht: „Dies ist ein kleines Beispiel, das den typischen Aufbau eines Spielbuches verdeutlichen soll. Es wurde speziell für die deutschsprachige Wikipedia verfasst. Der Code für die Stahltür lautet '4'. Viel Spaß noch, und drücke lieber nicht auf den roten Knopf!“. Um dieses Wissen reicher überlegst du dir, was du wohl als Nächstes machen könntest. - Möchtest du die Warnung in den Wind schlagen und trotzdem auf den roten Knopf drücken, so lies weiter bei 3 - Alternativ kannst du auch die Stahltür näher in Augenschein nehmen. Lies weiter bei 5 7 Herzlichen Glückwunsch, du hast es geschafft und bist frei! Ende |

## Geschichte
Interaktive Formen der Literatur kamen in den 1960er-Jahren auf. 1961 veröffentlichte der französische Schriftsteller Marc Saporta Composition No. 1, einen Roman mit 150 Seiten, die in beliebiger Reihenfolge gelesen werden konnten. Julio Cortázars Roman Rayuela gab 1963 zwei verschiedene Lesereihenfolgen für seine 155 Kapitel vor. Das erste Spielbuch im Sinne der heutigen Definition war Un conte à votre façon, ein literarisches Experiment des französischen Schriftstellers Raymond Queneau, der seit 1960 als Mitglied des Autorenkreises Oulipo mit Möglichkeiten zur Generierung von Texten experimentierte.
In den USA veröffentlichte Edward Packard 1976 das Spielbuch Sugarcane Island (deutsch: Insel der 1000 Gefahren) und entwickelte in der Folge die populäre Spielbuchreihe Choose Your Own Adventure, deren Name als Synonym für das Genre fungiert. Unabhängig davon suchten Ian Livingstone und Steve Jackson (Mitbegründer der Firma Games Workshop) nach einer Möglichkeit, das Rollenspiel Dungeons & Dragons einem breiteren Publikum zugänglich zu machen. Dungeons & Dragons hat ein sehr komplexes Regelwerk und setzt eine ganze Gruppe von Spielern voraus. Ian Livingstone und Steve Jackson veröffentlichten 1982 als Resultat ihrer Bemühungen das erste interaktive Buch mit Kampfsystem: „The Warlock of Firetop Mountain“ (deutscher Titel: „Der Hexenmeister vom flammenden Berg“). Durch den großen Erfolg entstand eine ganze Serie mit dem Namen Fighting Fantasy. Die Bücher haben sich weltweit über 15 Millionen Mal verkauft.
In dieser Reihe haben Jackson und Livingstone das Spielbuch-Prinzip mit einem an Dungeons & Dragons angelehnten Kampfsystem ergänzt. Der Spieler hat verschiedene Werte, die zu Beginn des Spiels mit Würfeln ermittelt werden. Üblicherweise sind dies Gewandtheit, Stärke und Glück. Trifft der Leser im Buch auf einen Gegner (zum Beispiel Orks, Drachen, Hexen oder ähnliche), wird mit Würfeln gekämpft. Der Spieler wirft dabei abwechselnd für sich und für den Feind. Die Idee mit den nummerierten Abschnitten wurde vielerorts adaptiert. So gab es beispielsweise auch einige Sherlock-Holmes- und Asterix-Spielbücher (letztere unter dem Titel Alea iacta est als Mischung zwischen Comic und Buch). Eine weitere eigenständige und erfolgreiche Serie war Einsamer Wolf von Joe Dever, deren Originalserie ab 1984 in englischer Sprache 28, in Deutschland 12 Titel aufweist. Ein Ableger dieser Serie, der ebenfalls auf dem Fantasy-Kontinent „Magnamund“ spielt, kommt unter dem Namen Silberstern auf vier Titel. Auch der Verlag Bastei Lübbe griff das Thema Spielbücher auf und veröffentlichte mehrere Spielbücher, etwa 1985 Das grosse Nibelungen-Spielbuch, 1986 Das grosse Troja-Spielbuch und Das große König Artus Spielbuch oder 1990 Das große Chicago-Spielbuch.
Für das deutsche Rollenspielsystem Das Schwarze Auge sind neben den Gruppenabenteuer für das Spiel im eigentlichen Sinn bislang rund 40 Solo-Abenteuer erschienen, die nach dem Prinzip von Spielbüchern funktionieren. Seit den späten 1990er Jahren werden für DSA kaum noch Solo-Abenteuer veröffentlicht. Die 16 bislang veröffentlichten DSA-Handyspiele sind ähnlich wie Solo-Abenteuer aufgebaut.
Seit 2009 konzentriert sich der Mantikore-Verlag auf moderne Spielbücher und begann damit, die vollständige Einsamer-Wolf-Serie und Die Welt der 1000 Abenteuer neu aufzulegen. Das Buch Reiter der schwarzen Sonne von Swen Harder wurde 2014 mit dem Deutschen Rollenspielpreis ausgezeichnet, ebenso Harders Metal Heroes – and the Fate of Rock im Jahr 2017.

### Brettspiele
Das Konzept der Spielbücher wurde auch in den Bereich der Brettspiele übernommen und erschien seit den 1980er Jahren regelmäßig als Teil verschiedener Kampagnenspiele. So erschien 1981 das Spiel Sherlock Holmes Criminal-Cabinet, das 1982 beim Origins Award als „Bestes Fantasy-Brettspiel“ sowie 1985 in seiner deutschen Version als Spiel des Jahres ausgezeichnet wurde. Obwohl bei späteren Kampagnenspielen in der Regel statt Nummernsystemen Karten eingesetzt werden, erscheinen immer mal wieder kooperative Spiele, die das Prinzip integrieren. Moderne Varianten gibt es etwa in Brettspielen wie 7th Continent, Gloomhaven, den Adventure Games oder auch in dem 2021 für das Spiel des Jahres nominierten Spiel Die Abenteuer des Robin Hood, dem ein eigenes Buch beigelegt wurde.

### Computerspiele
Umsetzungen des Spielbuchprinzips als Computerspiel werden dem Genre Interactive Fiction zugerechnet. Das erste Computer-Spielbuch war Kadath, das 1979 von einem Hobbyprogrammierer für den Heimcomputer Altair 8800 veröffentlicht und sukzessive für weitere Heimcomputer kommerziell verwertet wurde. In den 2000er-Jahren kamen Autorensysteme für Spielbücher wie Twine, ChoiceScript oder Ren’Py auf, die es Autoren mit literarischem Hintergrund, aber ohne Programmierkenntnisse erlaubten, niveauvolle und komplexe Spielbücher zu erstellen. Das einfache Spielprinzip sorgte für eine verhältnismäßig hohe Popularität des Genres auf mobilen Endgeräten.

### Interaktive Hörbücher
Interaktive Hörbücher existierten zunächst als CDs, bei denen je nach Entscheidung unterschiedliche Titel angewählt werden mussten. 2010 veröffentlichte die Magdeburger Firma Audiogent interaktive Hörbücher für mobile Endgeräte mit dem Betriebssystem iOS. Ab 2016 wurden interaktive Hörbücher auch für sprachgesteuerte intelligente persönliche Assistenten produziert. Das Alexa-Hörbuch The Magic Door eines ehemaligen Amazon-Angestellten war eines der ersten Produkte dieser Art. In Deutschland erschien 2018 das Alexa-Spielbuch Der Eiserne Falke, welches im selben Jahr den ersten Platz bei der Amazon Alexa Games Skill Challenge belegte. Ende 2020 veröffentlichte das neu gegründete Unternehmen audory eine App für interaktive Hörbücher (verfügbar für iOS und Android). Die kostenlosen sowie kostenpflichtigen Hörbücher können in der App heruntergeladen und anschließend offline angehört werden. Hierbei werden dem Hörer an Entscheidungspunkten die verschiedenen Auswahlmöglichkeiten als Button angeboten. Klickt der Hörer auf den gewählten Button, wird die Geschichte entsprechend weiter abgespielt. Auf der vom Unternehmen entwickelten kostenlosen Plattform können interaktive Hörbücher sogar selbst erstellt werden.